# Новгород-Северский историко-культурный музей-заповедник «Слово о полку Игореве»
Государственный историко-культурный музей-заповедник «Слово о полку Игореве» — исторический комплекс памятников Северского района. Создан решением Черниговского областного исполкома от 27 августа 1990 года на базе краеведческого музея и филиала Черниговского историко-архитектурного заповедника (ныне заповедник «Чернигов древний»).

## Состав
В состав заповедника входят:
- архитектурно-градостроительный ансамбль Новгород-Северского Спасо-Преображенского монастыря,
- Замковая гора
- несколько архитектурных памятников исторического центра, основными из которых являются:
  - Свято-Успенский собор (1671—1715),
  - деревянная церковь св. Николая (1762),
  - Триумфальная арка (Новгород-Северский)Триумфальная арка (1786—1787),
  - торговые склады (конца 18 века).

В общем музею-заповеднику передано 12 памятников архитектуры и градостроительства.

## История
Спасо-Преображенский собор (1791—1806), возведенный по проекту архитектора Дж. Кваренги, Триумфальная арка и торговые ряды и склады принадлежат к числу немногих образцов стиля классицизма в Украине. Свято-Успенский собор является значительным архитектурным произведением украинского барокко раннего периода.
Спасо-Преображенский монастырь в Новгороде-Северском является одним из самых сакральных ансамблей Украины. Первые строения на территории монастыря появились в 11-12 вв. Из сооружений того времени сохранился фундамент главного каменного Спасского собора, возведенного в конце 12 — начале 13 вв., и остатки стен княжеского терема.
В 17 веке на территории были открыты: бурса (коллегиум), кельи, крепостные строения с башнями. В 1679 в монастыре действовала типография, сыгравшая значительную положительную роль в развитии украинской культуры.
Сейчас на территории Спасо-Преображенского монастыря действует музей «Слова о полку Игореве», в экспозиции которого представлены дореволюционные и современные издания летописного памятника, его переводы на другие языки, археологические находки эпохи Киевской Руси, произведения изобразительного искусства.
Замковая гора является исторической местностью, где размещался детинец, резиденция новгород-северских князей 12-13 ст.; отсюда в 1185 выступил в поход на половцев новгород-северский князь Игорь Святославич — главная фигура «Слова о полку Игореве». К 1000-летнему юбилею города установлены бронзовые памятники героям знаменитого лирико-эпического произведения.